# Commission sur les petites entreprises et l'entrepreneuriat du Sénat des États-Unis
La Commission sur les petites entreprises et l'entrepreneuriat du Sénat des États-Unis (en anglais : U.S. Senate Committee on Small Business and Entrepreneurship) est une commission permanente du Congrès qui se consacre à la législation sur les Petites et moyennes entreprises mais également du "small business" avec notamment les entrepreneurs.

## Composition

### Membres durant le117econgrès(2021-)
Le comité est actuellement dirigé par le sénateur démocrate du Maryland Ben Cardin.
| Majorité | Opposition |
| --- | --- |
| - Ben Cardin, Chairman (président), Maryland - Maria Cantwell, Washington - Jeanne Shaheen, New Hampshire - Ed Markey, Massachusetts - Cory Booker, New Jersey - Christopher Coons, Delaware - Mazie Hirono, Hawaï - Tammy Duckworth, Illinois - Jacky Rosen, Nevada - John Hickenlooper, Colorado | - Rand Paul, Ranking Member, Kentucky - Marco Rubio, Floride - Jim Risch, Idaho - Tim Scott, Caroline du Sud - Joni Ernst, Iowa - Jim Inhofe, Oklahoma - Todd Young, Indiana - John Neely Kennedy, Louisiane - Josh Hawley, Missouri - Roger Marshall, Kansas |

### Membres durant le116econgrès(2019-2021)
Le comité est dirigé par le sénateur républicain de la Floride Marco Rubio.
| Majorité | Opposition |
| --- | --- |
| - Marco Rubio, Chairman (président), Floride - Jim Risch, Idaho - Rand Paul, Kentucky - Tim Scott, Caroline du Sud - Joni Ernst, Iowa - Jim Inhofe, Oklahoma - Todd Young, Indiana - John Neely Kennedy, Louisiane - Mitt Romney, Utah - Josh Hawley, Missouri | - Ben Cardin, Ranking Member, Maryland - Jeanne Shaheen, New Hampshire - Maria Cantwell, Washington - Ed Markey, Massachusetts - Cory Booker, New Jersey - Christopher Coons, Delaware - Mazie Hirono, Hawaï - Tammy Duckworth, Illinois - Jacky Rosen, Nevada |

### Membres durant le115econgrès(2017-2019)
Le comité est dirigé par le senateur républicain de l'Idaho Jim Risch.
| Majorité | Opposition |
| --- | --- |
| - Jim Risch, Chairman (président), Idaho - Marco Rubio, Floride - Rand Paul, Kentucky - Tim Scott, Caroline du Sud - Joni Ernst, Iowa - Jim Inhofe, Oklahoma - Todd Young, Indiana - Mike Enzi, Wyoming - Mike Rounds, Dakota du Sud - John Neely Kennedy, Louisiane | - Ben Cardin, Ranking Member, Maryland - Jeanne Shaheen, New Hampshire - Maria Cantwell, Washington - Heidi Heitkamp, Dakota du Nord - Ed Markey, Massachusetts - Cory Booker, New Jersey - Christopher Coons, Delaware - Mazie Hirono, Hawaï - Tammy Duckworth, Illinois |

## Liste des secrétaires

### Chairmen of the Senate Select Committee on Small Business
| Noms               | Parti             | État      | Mandat    |
| John J. Sparkman   | Parti démocrate   | Alabama   | 1950–1953 |
| Edward John Thye   | Parti républicain | Minnesota | 1953–1955 |
| John J. Sparkman   | Parti démocrate   | Alabama   | 1955–1967 |
| George A. Smathers | Parti démocrate   | Floride   | 1967–1969 |
| Alan Bible         | Parti démocrate   | Nevada    | 1969–1974 |
| Gaylord Nelson     | Parti démocrate   | Wisconsin | 1974–1981 |

### Chairmen of the Senate Committee on Small Business & Entrepreneurship
| Noms           | Parti             | État          | Mandat      |
| Lowell Weicker | Parti républicain | Connecticut   | 1981–1987   |
| Dale Bumpers   | Parti démocrate   | Arkansas      | 1987–1995   |
| Kit Bond       | Parti républicain | Missouri      | 1995–2001   |
| John Kerry     | Parti démocrate   | Massachusetts | 2001        |
| Kit Bond       | Parti républicain | Missouri      | 2001        |
| John Kerry     | Parti démocrate   | Massachusetts | 2001–2003   |
| Olympia Snowe  | Parti républicain | Maine         | 2003–2007   |
| John Kerry     | Parti démocrate   | Massachusetts | 2007–2009   |
| Mary Landrieu  | Parti démocrate   | Louisiane     | 2009-2014   |
| Maria Cantwell | Parti démocrate   | Washington    | 2014-2015   |
| David Vitter   | Parti républicain | Louisiane     | 2015-2017   |
| Jim Risch      | Parti républicain | Idaho         | 2017-2019   |
| Marco Rubio    | Parti républicain | Floride       | 2019-2021   |
| Ben Cardin     | Parti démocrate   | Maryland      | depuis 2021 |